# Serfauser Straße
De Serfauser Straße (L19) is een 9,11 kilometer lange Landesstraße (lokale weg) in het district Landeck in de Oostenrijkse deelstaat Tirol. De weg is een zijweg van de Reschenstraße (B180) en sluit hier op aan bij Ried (876 m.ü.A.) in het Oberinntal. Van daar loopt de weg omhoog langs Fiss (1438 m.ü.A.) naar Serfaus (1429 m.ü.A.)., Het beheer van de straat valt onder de Straßenmeisterei Ried im Oberinntal.